# Гатучо (Анкона)
Гатучо је насеље у Италији у округу Анкона, региону Марке.
Према процени из 2011. у насељу је живело 49 становника. Насеље се налази на надморској висини од 224 м.